# 吉原炎上
『吉原炎上』（よしわらえんじょう）は、1987年公開の東映映画。主演：名取裕子、監督：五社英雄。
吉原遊廓に生きた女たちの生き方を本格的に取り上げた初めての映画といわれる。花魁5人の悲喜を描く。テレビでも複数回放映され高視聴率を記録している（テレビ朝日の日曜洋画劇場や深夜枠など）。
名取をはじめ、かたせ梨乃、西川峰子、藤真利子ら、当時の有名女優の大胆なヌードシーン（特に名取と二宮さよ子のレズビアンシーン）があったことが大きな話題を呼んだ。
1998年には新橋演舞場にて、映画と同じく名取裕子主演で舞台化もされている。2007年には観月ありさ主演でテレビドラマ化された。

## ストーリー
1907年（明治40年）、上田久乃は19歳で岡山を出て吉原の中梅楼に身請け金800円で遊女として売られた。そこでは借金に縛られた女たちが六年の年季が明けるまで、春をひさいでいた。
中梅楼には、九重、吉里、小花の3人がお職を張っていた。久乃は九重の妹分となり、若汐と命名される。九重の紹介で若汐の初店に上客がつくことになるが、若汐は床を前にして脱走。救世軍の青年に声をかけられるが連れ戻される。布団部屋で折檻を受けた若汐に九重は客を喜ばせる手練手管を教える。年季明けを迎えた九重は客との関係を清算し、一人吉原を去った。
明治41年夏、若汐は故郷のかつての恋人・片山勇吉と客として再会する。救世軍の青年・古島信輔が若汐の馴染み客となるが、古島は決して若汐を抱こうとしなかった。若汐は妊娠に気づくが、勇吉は全国指名手配されており、流産する。吉里は色恋に溺れ、悲惨な最期を迎える。
明治42年秋、若汐は由緒ある「紫」の名跡を継ぐ。中梅楼は吉原復興のため花魁道中の再開を考えていた。小花は体を壊して客を取れなくなり狂死する。
明治43年冬、紫には坪坂義一という上客がつく。古島は勘当されたと手切れ金2千円を紫に渡し身請けを申し入れるが、紫は金を花魁道中に使うことに決める。
翌年春、豪華絢爛な紫の花魁道中が行われる。花魁道中を終えた紫は古島が羅生門河岸の菊川の店に居ると聞き駆けつけるが、古島にはお春という女がいると追い出される。
明治44年4月7日夕刻、紫は坪坂に身請けされ吉原を出る。その直後、古島とお春の部屋から出火。紫は古島を探して吉原に戻るが、彼女の目の前で吉原は全て燃え尽きた。

## スタッフ
- 監督 - 五社英雄
- 企画 - 日下部五朗、本田達男、遠藤武志
- 原作 - 斎藤真一 「吉原炎上」（文藝春秋刊）「明治吉原細見記」（河出書房新社刊）
- 脚本 - 中島貞夫
- 脚本構成 - 笠原和夫
- 撮影 - 森田富士郎
- 美術 - 西岡善信
- 編集 - 市田勇
- 音楽 - 佐藤勝
- 助監督 - 鈴木秀雄

## キャスト

### 主人公たち
上田久乃→若汐→紫太夫
演 - 名取裕子
主人公。
登場時は19歳。岡山県出身。船乗りだった父が海難事故を起こし、賠償金の工面のため吉原に売られてきた。
花魁として「若汐」の源氏名を名乗り、最初の客と、いざ事を始める直前に羞恥心から逃げ出し、捕えられて厳しい折檻を受け、九重から男を喜ばせる方法を教わる。
吉原に入った頃から久乃の成功を予感した者達の期待通り、徐々に花魁としての自尊心が芽生え、金持ちの常連が付いた強運もあって御職を目指すようになる。
九重
演 - 二宮さよ子
中梅楼の一番花魁（御職）、春の章ヒロイン。
主人公の姉女郎。年上ということもあり、姉御肌。本人によると「（久乃から）いい匂いがしている」として妹分として気に入っている。
客から逃げ出した若汐を折檻するものの、身をもって客を喜ばせる方法を教えてくれた。
一番人気で上物のお得意様から声がかかっているが、本人は学生の宮田に熱を上げている。
自身を「年増女郎」と自覚しており、宮田から叶わぬ結婚を匂わされたことで落胆し、店への借金を清算して静かに吉原を去って行く。
吉里
演 - 藤真利子
中梅楼の二番花魁、夏の章ヒロイン。
九重のあとの御職を継いだが、客には恵まれておらず、借金が多い。
若汐には妊娠した場合の処置法（堕胎の方法）を教える。
野口に惚れており、株で大損をした金の穴埋めに若汐づてで古島から50円借りるものの、約束を反故にされて半狂乱になる。
のちに越後屋と懇意になり、冗談で「一緒に死のうか」と言われたことがきっかけで剃刀を片手に越後屋を追いかけ回し、表で誤って金魚売りの首を斬ってしまう。追い詰められた末、「何だい、みんな、あたしの身体を喰いものにしてやがるくせに…女郎の上まえで喰ってやがるくせに…」と啖呵を切り、自らの首を剃刀で斬って果てた。
小花
演 - 西川峰子
中梅楼の三番花魁、秋の章ヒロイン。
周囲には「徳川家の典医の家系だったが、両親が亡くなったため、帝大の医学部に通う弟のために花魁になった」と吹聴し、弟の写真を肌身離さず持っている。
年季明けを目指して客を取り過ぎたためか、無理が祟って体調を崩し、御職の座を紫（若汐）に奪われてしまう。その上、身の上話が虚構だったこともバレてしまい、屈辱から半狂乱となり、喀血して壮絶な最期を迎える。
菊川
演 - かたせ梨乃
久乃の先輩女郎、冬の章ヒロイン。口は悪いが気立ては良い。
久乃とは面倒を見るうちに仲良くなり、「菊ちゃん」「久ちゃん」と呼び合うようになる。貧しい家の娘で、女郎暮らしをしながら「白米が食べられる」と喜び、自身の古着は実家に送っている。のちに「要領が悪く、稼ぎが悪いから」との理由で、女将から言われて品川にある別の遊廓へ住み替えした。
物語中盤、久乃と再会したときには宮大工と所帯を持った様子だった。
物語終盤、夫を寝取られ吉原遊廓では最下層の店が並ぶ羅生門河岸の長屋女郎にまで身を落としていた。そして、古島に会わせてほしいと懇願する紫に啖呵を切って追い返す。
吉原炎上時には近くの川に飛び込んで助かり、燃える吉原を眺めていた。

### 中梅楼
大倉伊三郎
演 - 山村聡
主人。スミによると、毎日の仕事前に伊三郎が直々に各部屋に訪れて挨拶する花魁は、九重、吉里、小花の人気のある3人の花魁だけ。
若汐には「吉原一の花魁になる」と期待を寄せ、吉原の伝統である花魁道中をやってほしいと思うようになる。
大倉スミ
演 - 佐々木すみ江
女将。中梅楼を取り仕切っている。古島がチップとして1人50円渡していると聞いた時は、髪を整えて自ら急いで貰いに行っていた。
伊三郎同様、古島や坪坂など大身の人物を馴染み客に持つ若汐を「運の強い子」と褒め、「紫（太夫）」という江戸時代から吉原に伝わる大変な名跡を継がせる。
おちか
演 - 園佳也子
遣り手。中梅楼の二階の階段と廊下に隣接した簡単な座敷から、花魁や女中たちの働きぶりを見ている。本人は「ここが私が睨みをきかせている中梅楼の司令塔」と称している。
口達者でよく喋る。女将にも色々と自分の注文を伝えている。
由松
演 - 左とん平
客引き。中梅楼が開店する時刻ともなれば、張見世（今で言うショーウィンドウ）で、客を呼びこむための売り文句を述べている。
国さん/源さん
演 - 岸部一徳/ビートきよし
中梅楼で雑用などをこなしている。
おうら
演 - 絵沢萠子
雑用などをこなしている。若汐と共に桜田に小花の家族について話を聞きに行った。
小花が大きな失敗をして、旦那や女将の逆鱗に触れた時も小花の味方となり、涙ながらに許してもらえるようにお願いした。
綾衣
演 - 速水典子
（役名不明）
演 - 松岡知重

### 馴染み客
古島信輔
演 - 根津甚八
救世軍の活動に身を投ずる古島財閥の御曹司、若汐となった久乃の馴染み客。若汐が初めての客から逃げ出した時に川岸で偶然知り合う。若汐を初めて指名した時は、多くの花魁を総揚げ（※遊廓の見世を丸ごと貸しきり、遊ぶこと）して、さらに他の従業員たちにも1人50円もの金をチップとして大盤振る舞いをした。その後も若汐を何度か指名して一夜を共にしているが、一度も抱いたことはない。後に若汐の身請けを申し出るも、若汐に拒否されてしまい物別れに終わる(ただし金は受け取り花魁道中を挙行している)。
若汐が紫の名跡を襲名した後、疎遠になるが1年後現れて2千円もの大金を彼女に渡した。それと同時に父に勘当された事を話し、彼女の前から去る。物語終盤に、菊川のいる羅生門河岸の店にいる事が判明。お春に熱を上げるようになる。
坪坂義一
演 - 小林稔侍
紫太夫となった久乃＝若汐の馴染み客。役所勤めの裕福な男。仕事を辞めて岡山で事業を始めるので一緒になってほしいと紫太夫に結婚を申し出た。
宮田
演 - 井上純一
学生、九重の馴染み客。九重とは歳の差があり、学生とあってまだまだ人生経験が少ない。九重に対し「年増」呼ばわりすることもある。
野口
演 - 益岡徹
株屋、吉里の馴染み客。株で大損をしてしまい、具体的な損害額は不明だが400円の金が必要になった。吉里が本気で愛した男。
越後屋善之助
演 - 河原崎長一郎
吉里の馴染み客。金使いはあまりいい方ではないが、吉里を指名している。吉里との布団の上で「一緒に死のうか」との問いかけにそれを承諾するようなやり取りをし、本人は冗談のつもりだったがその後事件に発展。
片山勇吉
演 - （役者名不明）
久乃とは旧知の仲。探していた久乃が若汐という花魁となって吉原にいるのを見つけて再会を喜び、一晩を共にした。博多によるとその後働いていた造船所の金庫から大金を盗み出したとのことで全国指名手配になっている。金にも女にもだらしないフヌケで、女と逃げているとのこと。
亭主
演 - 成瀬正
菊川の馴染み客。

### 吉原の人々
お春
演 - 野村真美
菊川の妹分、羅生門河岸の長屋女郎。古島に見初められて指名されるようになった。古島と結婚する約束をしていたが…。
今朝次
演 - 成田三樹夫
女衒（ぜげん）。借金のカタに久乃を吉原に連れてきた人物。久乃の父親は瀬戸内の船長だったが、船の転覆事故により船もろとも亡くなる。船の借金は家と土地を売って片が付いたが、体の弱い母親と幼児（性別は不明）がいて遺族に保証金が払えないため売られた。
桜田紅洋
演 - 竹中直人
演歌師、小花の過去を知る。吉原の通りでヴァイオリンを弾きながら歌っている。
峯半の女将
演 - 中島葵
写真屋
演 - 大村崑
医者
演 - 山本清
遊廓に花魁として働きに出される前の女性の検査や検梅や妊娠検査などを行っている。
博多巡査部長
演 - 光石研
久乃が吉原で働き始める前に遊廓がどのような場所であるかを説明した。後に片山勇吉という久乃と親しかった男が犯罪を犯したとして、久乃に事情聴取を取った。
福島巡査
演 - 緒形拳（友情出演）。
冒頭で遊廓での「はずす」という言葉（作中では、客との行為中に気を失ってしまうことと説明）を久乃に教えた。1年後会った時も久乃にはずしたことがあるか気になっているようで尋ねている。
ナレーター - 岸田今日子

## 製作

### 企画
日下部五朗東映プロデューサーは、「本屋でふと、斎藤真一の著書『絵草紙 吉原炎上 祖母紫遊女ものがたり』（1985年11月刊行、文芸春秋）というタイトルを目にし、色気と題材の大きさを感じ、読んでみて確信し、斎藤宅を訪れ映画化権を頂いた」と述べている。西岡善信は「1985年10月に毎日新聞社主催・西武アートフォーラムで『斎藤真一・明治吉原細見記』が開催され、好評を得たことから映画化の企画が挙がった」と述べている。

### 監督
本作の製作決定と見られる1985年末ごろ、宮尾登美子原作の『夜汽車』の企画も浮上。宮尾登美子原作＝五社英雄監督ものでは、『鬼龍院花子の生涯』 (1982年)『陽暉楼』 (1983年)、『序の舞』 (1984年、中島貞夫監督)、『櫂』 (1985年)と続いており、「マンネリになってはいかん」と岡田茂東映社長は「『夜汽車』の監督を思い切って代えて降旗康男にする（山下耕作に交代）。そのかわり、五社君は吉原に強いから、『吉原炎上』を撮らせる」、「五社君がやりたいというから、すぐに原作の映像化権を取った。なぜかというと、五社監督は浅草の木遣の一家に生まれたんだ。子供の頃からそういう環境で育っているものだから、遊廓のことから何から何まで吉原のことは全部知っている。あの映画は遊びがわかっとる人間でないと撮れないからね。だから五社君に『お前の思ったように撮れ』って言ったんだ」などと話している。「このテの女性映画、アダルト（大人向け）狙いの作品は、強烈なものをやらないと当たらない。年に1本か2本、大事に扱って温存する」という方針だった。日下部は「当時の東映は岡田さんの独裁国家になっていた」と話しており、当時の東映は岡田が全部仕切っていたといわれる。日下部は「『吉原炎上』という題名が気に入り、すぐ五社さんに話したら乗ってくれた」と話している。五社は吉原生まれを自称。東映京都撮影所（以下、東映京都）で大作を撮りたいという思いから、1986年末に57歳にして、生まれて初めて東京を離れ、東映京都から自転車で3分の京都・太秦のマンションに移り住んでいた。五社は「豪華な絵巻に裏側の毒も描き込んで遊廓を表現したい。東映京都ほど優秀なスタッフを抱えているところはなくなった。彼らを手放さないためにも、メジャーな映画をヒットさせたい」と決意を述べた。

### 脚本
脚本構成としてクレジットされている笠原和夫は「『鬼龍院花子の生涯』以降続いた東映の女性路線で、東映にもう男優（主役）で行くのはちょっとダメかなという雰囲気があった」と話している。また、「（自身の）作品が乱れてきたので『吉原炎上』で挽回しようとかなり資料調べをやった」と話している。東映から笠原へのシナリオ発注は1985年11月13日。実際の作業開始は1986年に入ってからで、1986年2月14日に斎藤と打ち合わせの後、1986年4月1日着手し、斎藤の郷里・岡山県味野へシナハン、元遊女の取材などを重ね、吉原遊廓の資料を丹念に集めて5月初旬打ち合わせ後、シナリオ執筆。原作クレジットの斎藤真一 「絵草紙・吉原炎上」の画集を元に、その中にある女郎のキャラクターに強く惹かれ、それを押し出す形で四つか五つのエピソードで固めプロットを練った。しかし笠原は当時胃を切った後で、体がだるく頭の中がまとまらない、机に向かえない状態になり、続行はムリと日下部に降板を申し入れた。この時点でシナリオはほぼ出来ていたが、笠原がシノプシス100枚を作り、1986年11月17日、体調不良により降板した。後を引き継いだ中島貞夫がシナリオの形にした。このため笠原が脚本構成としてクレジットされた。笠原は後に病院で診察を受けたら、胃を切ったため、鉄分が頭にまわらないと医者に診断された、それを早く分かっていれば、自分で最後まで書いたと思うと話している。
中島は1985年に『瀬降り物語』を撮った後、東映とTBSで提携した作品製作の話が何本かあり、実現寸前までいった女花火師の話は、TBSがカネを出すとこまで行ったが、岡田社長が反対して頓挫し、岡田と一緒に立てた企画はTBSが反対し、笠原が本作の脚本に煮詰まり、予定されていたクランクインまでギリになってしまい、脚本に抜擢された。日下部は「僕が笠原和夫さんに脚本を頼み、笠原さんがストーリーだけ作って降りたから、封切りに間に合わせないといけないんで健筆家の中島貞夫を起用した」と話している。中島は脚本直しに近い形で徹夜を含む20日間で脚本を仕上げた。中島は「五社さんにはそんなに義理はなく割に合う仕事じゃなかった」などと話している。
構成は吉原遊廓の明治40年（1907年）春から始まり、明治44年（1911年）4月9日に大火で焼失するまでを、久乃（紫太夫）を芯に、九重、吉里、菊川花魁が絡んで進行する。4人の辿る道は、幸福者と裏切、失望、病魔、自失に拉がれ消えてゆく薄幸な女の表と裏の生活を通して語られる。

### キャスティング
主演の名取裕子演じる久乃は、原作者である斎藤真一の養祖母がモデル。今まで以上に濡れ場が要求される映画に名取は出演が決断できず、年末の多忙な時期に東京から京都までの新幹線の座席が取れず、立ちっぱなしでプロデューサーの日下部五朗に相談に行った。結果、腹を括った演技を見せた。小花役が最後まで決まらず、クランクイン8日前に五社の推薦で西川峰子が起用された。出演シーンの最後で心身に支障をきたした西川が、閉じ込められた真っ赤な布団部屋でふくよかなバストを露わにし、焦点の定まらない目で「誰でもいいからさ……抱いておくれよ。ねえ、噛んでよ、ここ。ここ噛んでここ。ここ噛んでここ！噛んでよおっ！」と叫び続けるシーンは鮮烈な印象を残した。吉里役の藤真利子は本作以前から斎藤真一のファンで、初めて斎藤の本物の絵を見たのは、1983年の東映京都の緒形拳の控室と話している。その後も銀座であった斎藤の個展に足を運んでいた。 藤が眉毛を剃ったため、みんな眉毛を剃ったという。ヴァイオリン弾きの芸人役でチョイ役出演した竹中直人は、五社とは『薄化粧』(1985年)からの付き合いだったが、同作は松竹映画で、竹中はまだ俳優イメージがなく、東映から「何で竹中なんか出すんだ!?」と反対されたが、五社が東映に頼んで無理やり出演を書き加えた。

### 撮影
1985年11月に大阪ナビオ美術館で開催された斎藤真一「明治吉原細見記展」を、撮影の森田富士郎と美術の西岡善信で鑑賞。斎藤の養祖母・久乃は吉原遊廓で太夫をしていたことがあり、展示された絵は、遠き明治の世の哀れ悲しき苦界の生きざまを描いた150点に及ぶ連作。細密な階調に彩られた絵物語に森田は「これを映画するのかと身が恐懼した」という。西岡はこの10年前「瞽女シリーズ」からの斎藤のファンで、映画化予定を伝えられた1985年12月から、仕事の合間を見つけて当時の吉原の資料調査を行った。1986年12月初旬、森田、西岡、本田達男プロデューサーとともに、斎藤の画室を訪れ、遊女が使用した化粧道具など、斎藤が収集した膨大な吉原の資料を見せてもらう。その後、一ヶ月の間、スタッフが交替で画室を訪れ、門外不出の写真コピーなどの提供を受け、予算内でどこまで吉原遊廓を再現できるか検討した。斎藤の絵はフリーハンドの個性的な筆致で、シュールなパースは写実である映画のレンズでは再現不可能で、フィルム素材のアレンジなどで表現を試みた。　

### 美術
吉原遊廓のセットは全部で三つ、製作費は総額1億2000万円（以下この節の金額は全て製作費）。

(1)東映京都最大のNo.11スタジオにメインの廓の中梅楼の建物。三階建ての吹き抜けセット。3500万円。名取裕子は「最初に入ったときウワッと思うぐらい、素晴らしい造りでした。後に舞台化しましたが、あのスケール感は工夫はしたけど舞台では出せなかったです」と述べている。同じスタジオに遊廓を囲む「おはぐろどぶ(お歯黒溝)」と呼ばれたどぶ川と跳ね橋など「三加和」界隈をブルドーザーで掘り下げ、本モノと寸分も差もないほどに完璧に再現した。

(2)太秦映画村に通りの一部を拡げ、吉原大門とその近辺のオープン・セット。1500万円。

(3)炎上させる中梅楼のある吉原遊廓の街並みセットは、琵琶湖畔に全長120メートルの大オープン・セットを建設した。予算の都合上、片列の街並みで済ませる工夫を強いられた。映画のチラシではこのセットだけで1億5000万円と書かれているが、美術の西岡善信は5000万円と話している。貴重資料を東映に提供した斎藤が夫妻で3ヵ所のセットを全て見学に訪れ「いやーァー本当に建てられましたなァー」と喜んでいたという。
同所は炎上可能、京都近郊で山の見えないところ、広さ1500坪、通りの広さ100メートル程度、周囲に絶対に類焼飛び火の許されない、消しやすいよう水場に近い場所などの条件があり、建設場所選定には難航が予想されたが、意外に早く滋賀県草津市志那町の琵琶湖畔に条件に叶う恰好の更地が見つかり、日照の時間帯に合わせる角度を充分に計算した上で、一ヶ月かけて建設した。しかし炎上シーン撮影の頃は、最も激しい比良おろしが吹く時季で倒壊の恐れ有りと判明し、このため三階建ての中梅楼のセットを東映京都で初めて鉄骨で組んだ。炎上の際に鉄骨が崩れ落ちずマズイのでないかという意見が出たが、炎が強く結果的に問題にならなかった。炎上シーンは1987年4月2日、3日に分けて撮影された。メインの3日は撮影班がキャメラを5台を各ポジションに設置。当然NGの効かない一発撮りで、150人の群衆の動きに合わせたテストを執拗に繰り返した。これほどのサイズの火災と人数が遭遇する現場体験は誰にもなく、どの程度、熱さに耐えられるのか見当もつかず。消防官からは危険な時はともかく逃げてくださいとの指示があった。セットのあちこちに火薬を仕込み、電気系統を走らせ、ガソリンをまいて火を点けた。火の恐怖から最も火勢に近いポジションのキャメラマンは我慢出来ず逃げ出し、不安定なキャメラもあったが、怪我人もなく無事迫力のある炎上シーンの撮影に成功した。炎上後、琵琶湖の水をポンプで吸い上げ消す予定であったが、燃え尽きるまで燃やした。セット周辺の住民には火事場の撮影があるとビラを撒いていたが、対岸までは撒いてなく、対岸の雄琴などの消防署に通報があった。この燃やしたセットで深作欣二監督の『華の乱』（1988年）の関東大震災後のシーンの撮影が行われた。
名取裕子は「見えないところまで全部行き届いた素晴らしい美術でした。風俗史、文化史としても貴重な作品だと思います」と話している。

### 音楽
劇中では「あきらめ節」、「あゝ金の世や」、「増税節（ゼーゼー節）」など、添田唖蝉坊の歌が多数使われている。
古島信輔が属していた救世軍の行進歌は、「リパブリック讃歌」。

## 撮影記録
- 1986年12月初旬、製作準備[10]。
- 1986年12月26日、スタッフ本読み[21]。
- 1987年2月2日、東映京都No.2スタジオでクランクイン[21]。
- 1987年4月2日、3日、琵琶湖畔で吉原炎上シーン[21]。

## 宣伝
女郎が主役で吉原のドラマのため、女優たちに重点を置いて売り出していく宣伝展開がなされた。

## 作品の評価

### 興行成績
配給収入6億円。

### 作品評
- 笠原和夫は、「結局、五社というのは、脚本にあるドラマ性が把握できない人なんです。どうしても画から入る。確かに画の方では刺激的なものをつくる人なんだけど、その画が全体のドラマの中でどれくらいの価値があるのかという解釈ができないんですね。僕が一番ポイントにしていたのは根津甚八が演じた男で、これがキーパーソンなんですけど、これをきちっと捉えてないんだな。あの男はインポテンツなんですよ。もっとそれを分かるようにしなきゃいけないんですよ。要するにインポテンツの男と、名取裕子の花魁になるためだったら何でも利用していこうという女の性。金のためには体を張るんだけども、あなただけは本当の愛情を注ぎたいという女の願望と、それを受け入れられない男がいて、それがすれ違うという部分を描いてない。ドラマ全体の流れというものを整理してくれてない。必要のないシーンで大芝居させすぎ」などと評している[18]。

- 岡田茂は「ほんとうにいい映画だった。今でもウチに残っている財産の一つ」などと述べている[13]。
- 第11回日本アカデミー賞にてかたせ梨乃が最優秀助演女優賞受賞[35]。

## エピソード
- 仁支川峰子は、"映画界のドン"に「俺のオンナになったら、次の映画は峰子ちゃんが主演だよ」と口説かれたが、ムカついて「仕事がなくなっても仕方ないです」と言い返し即座に断ったという[31]。
- 小花役の仁支川によると、「赤色は五社監督が好きな色。監督から『赤色には女の情念や悲しみ、苦しみが込められている』と言われました」と回想している。このこともあって本作では、花魁たちの肌襦袢や中梅楼の布団、吉里の最期のシーンの金魚の他、様々な場面で赤色の物が効果的に使われている[36]。

- 二宮さよ子演じる九重が、名取裕子演じる久乃に男を悦ばせる方法を手取り足取り教えるシーンでは、本番前にテストを30回以上繰り返した。これには五社が女性を美しく撮ることに命を懸けていたことと、文学座出身の二宮の大げさな芝居を抑える狙いがあった[36]。

- 藤真利子演じる吉里の心中騒動のシーンは夏の設定だが、実際の撮影は真冬の京都で行われた。吐く息が白くなるのを防ぐため、出演者たちは氷を口に含んで口の中の温度を下げてから本番に臨んだ[36]。

- 小花の最期である布団部屋のシーンでは、本番前に仁支川にしてほしい動きを五社自らが手本を1度だけ動いて見せ、彼女によるテストが1回行われた[36]。本番は、仁支川の喀血する血のりが布団や着物に付くと色が変わってしまうため一発撮りで行われた[注 3]。また、このシーンでは小花の周りにある真っ赤な布団の下には数人のスタッフが入り、意図的に布団を動かした状態で撮影が行われている[36]。

## テレビドラマ版
テレビ朝日系列で2007年12月29日に放送されたテレビ朝日と東映制作の年末テレビドラマである。主演は観月ありさ。
テレビ朝日では開局以来約50年間続いたレギュラー放送の時代劇を視聴率不振などを理由にこの年の9月で終了させ、今後は1年間で数本を特番として制作・放送する方針に切り替えており、本作品がその第1弾にあたる。
視聴率は16.3%（関東地区、ビデオリサーチ調べ）、関西は19.1％。2018年1月2日4:00∼5:50には関東ローカルのみおはよう!時代劇新春スペシャルでも再放送。

### キャスト
- 内田久野（若汐・紫） - 観月ありさ
- 大倉修一郎 - 東幹久
- 浅井雪乃（白妙） - 星野真里
- 如月 - 国生さゆり
- 左京 - 有森也実
- 花里 - 井上和香
- 鶴尾 - 宮本真希
- 岡部勇吉 - 林泰文
- 鈴木幾松 - 笹野高史
- 内田梅 - 赤座美代子
- 本田貢 - 宇梶剛士
- 杉本正吉 - 島田順司
- 柳沢正一 - 春田純一
- 田村英之進 - 山本龍二
- 本間治部 - 石倉英彦
- 国造 - 浪花勇二
- 岡部美子 - クノ真季子
- 花扇 - 山口佳奈子
- 瀬川 - 野村樹里
- 初音 - 上地瞳
- 八ツ扇 - 山口小夜
- 忠七 - 珠川真一
- 儀助 - 広瀬謙
- 助十 - 中村裕一
- 九重 - 園英子
- お兼 - 藤真利子
- 赤倉スマ - 白川由美
- 赤倉鉄之助 - 藤田まこと
- ナレーション - 奈良岡朋子

### スタッフ
- 原作：斎藤真一「吉原炎上」（文藝春秋刊）「明治吉原細見記」（河出書房新社刊）
- プロデューサー：田中芳之（テレビ朝日）、島田薫（東映）
- 監督：猪原達三
- 脚本：橋本綾
- 音楽：西村由紀江
- 音楽プロデューサー：伊藤圭一
- 撮影：田中勇二
- 技斗：中村健人
- VFX：北昌規
- 現像・テレシネ：IMAGICAウエスト
- 協力：中島貞夫
- 監修：近藤富枝
- 制作：テレビ朝日、東映

### 備考
- 主演・観月ありさ、監督・猪原達三、脚本・橋本綾とも、時代劇は「吉原炎上」が初めてである[7]。
- 田中芳之プロデューサーは、「映画はヌードシーンもあったが、そのような描き方はしない。悲しい境遇でも強く生きる女性の姿を描くことで、現代の女性にも共感してもらえるドラマにしたかった」と制作方針を話している[7]。
- 撮影は映画版と同じく東映京都撮影所で撮影された[7]。吉原の大門のセットのみ、映画と同じものを使用している[7]。